# Heineken Oud Bruin
Heineken Oud Bruin was een Nederlands bier van lage gisting.
Het bier werd gebrouwen bij Heineken. Het was een helder bruin bier met een alcoholpercentage van 2,5%.
Naast de basisingrediënten voor bier, bevatte Oud Bruin ook karamel kleurstof en suiker voor respectievelijk de donkere kleur en zoetige smaak.
In 1977 verlaagde Heineken het alcoholpercentage van Oud Bruin van 3,5% naar 2,5%.
In 2019 besloot Heineken te stoppen met de productie van Oud Bruin, dit zou te maken hebben met een verminderde belangstelling.